# Ольсевичі (Барановицький район)
Ольсевичі (біл. Альсевічы) — село в Білорусі, у Барановицькому районі Берестейської області. Орган місцевого самоврядування — Крошинська сільська рада.

## Населення
За переписом населення Білорусі 2009 року чисельність населення села становило 92 особи.